# 东纬路站
东纬路站位于辽宁省大连市甘井子区，是大连地铁1号线的一个车站，于2015年10月30日启用。

## 位置
东纬路站位于甘井子区山东路与东纬路交汇口地下。

## 结构
东纬路站为岛式站台地下站。
| B1层 | 站厅层                                     | 站厅、自动售票机                 |
| B2层 | 轨道                                       | ← █ 1号线列车往春柳（河口方向）  |
| B2层 | 岛式站台，列车运行方向左侧的车门将会被打开 |                                  |
| B2层 | 轨道                                       | █ 1号线列车往松江路（姚家方向）→ |

## 出入口
东纬路站共设置3个出入口，其中B出入口位于山东路东侧，C及D出入口分别位于山东路与东纬路交汇口西北和西南侧，无障碍电梯设置于D出入口。
| 出口编号 | 出口指示 | 建议前往的目的地                   |
| -------- | -------- | ---------------------------------- |
| 出口 · B |          | 东纬路                             |
| 出口 · C |          | 东纬路、大连儿童医院山东路分部     |
| 出口 · D |          | 促进路、林语家话小区、唯美品格小区 |

## 公交换乘
- - 6、410、523路公交车。

- - 6、1103、1109路公交车。

- - 6、8、410、514、523、1103、1109路公交车。